# Андреев, Василий Аполлонович
Васи́лий Аполло́нович Андре́ев (1906 — 2 февраля 1974) — участник Великой Отечественной войны, пулемётчик 82-го гвардейского стрелкового полка 32-й гвардейской стрелковой дивизии 2-й гвардейской армии 3-го Белорусского фронта. Герой Советского Союза (29.06.1945), гвардии младший сержант.

## Биография
Родился в 1906 году в крестьянской семье. По национальности русский. Член ВКП(б). До призыва в Красную Армию (в ноябре 1942 года) работал комендантом театра в Душанбе.
На фронтах Великой Отечественной воевал в должности пулемётчика 82-го гвардейского стрелкового полка. Особо отличился гвардии младший сержант Андреев в боях в районе города Раушен (с 1946 года город Светлогорск Калининградской области). 15 апреля 1945 года им, во главе пулемётного расчёта, было отражено четыре вражеские контратаки. В ходе одной из контратак гитлеровцев Андреев заменил выбывшего из строя командира взвода и огнём пулемётов поддерживал наступление пехоты. Сам получил тяжёлое ранение, но не покинул поля боя. Умелыми и решительными действиями способствовал захвату в плен до 140 фашистов.
Указом Президиума Верховного Совета СССР от 29 июня 1945 года за образцовое выполнение боевых заданий командования на фронте борьбы с немецкими захватчиками и проявленные при этом отвагу и геройство гвардии младшему сержанту Андрееву Василию Аполлоновичу присвоено звание Героя Советского Союза с вручением ордена Ленина и медали «Золотая Звезда».
По окончании войны демобилизован. Жил и работал в Душанбе. Скончался 2 февраля 1974 года. Похоронен на православном кладбище города Душанбе. Уход за захоронением осуществляют военнослужащие и юнармейцы 201-й российской военной базы, дислоцированной в Таджикистане.

## Награды
- Медаль «Золотая Звезда» Героя Советского Союза
- Орден Ленина
- Орден Славы III степени
- Медали, в том числе:
  - Медаль «За победу над Германией в Великой Отечественной войне 1941—1945 гг.»
  - Юбилейная медаль «Двадцать лет Победы в Великой Отечественной войне 1941—1945 гг.»